# Ayoze Pérez Gutiérrez
Ayoze Pérez Gutiérrez (pronúncia espanhola: [aˈʝoθe ˈpeɾeθ]; Santa Cruz de Tenerife - 29 de Julho de 1993) é um futebolista profissional espanhol que joga como atacante ou meia-atacante. Atualmente está no Villarreal.

## Carreira

### Tenerife
Nascido em Santa Cruz de Tenerife, na Espanha, Pérez terminou nas categorias de base no Tenerife. Fez sua estreia profissional no time B do Tenerife na temporada 2011-12, pela quarta divisão. Estreou pelo  time principal na terceira divisão na temporada seguinte, atuando em 16 partidas e marcando uma vez quando o Blanquiazules retornavam à segunda divisão após dois anos. Em outubro de 2014, Pérez ganhou os prêmios Jogador Revelação da Segunda Divisão de 2013-14 e o Melhor Meia-atacante da Segunda Divisão de 2013-14 na Cerimônia de Premiação LFP.

### Newcastle United
Em 5 de junho de 2014, Pérez recusou os interesses de Real Madrid, Barcelona e Porto para se transferir ao Newcastle United, clube da Premier League, por um valor estimado de € 3 taxa de milhões. O acordo foi confirmado um dia depois. Ele estreou na liga em 17 de agosto, substituindo o companheiro que também estreava Emmanuel Rivière aos 83 minutos de uma derrota em casa por 2-0,, para o então campeão Manchester City .
Em 20 de abril de 2019, ele marcou seu primeiro hat-trick pelo clube na vitória por 3 a 1 sobre o Southampton . Ao fazer isso, ele se tornou o primeiro jogador a marcar um hat-trick na Premier League pelo Newcastle desde Georginio Wijnaldum em 2015.

### Leicester City
Em 4 de julho de 2019, Perez assinou um contrato de quatro anos com o Leicester City por uma taxa de £ 30 milhões. Ele fez sua estreia pelo Leicester City no empate em 0-0 com o Wolverhampton Wanderers em 11 de agosto. Em 25 de outubro de 2019, Perez marcou seu primeiro hat-trick pelo Leicester City em uma vitória fora de casa por 9-0 sobre o Southampton.

### Betis
Em 31 de janeiro de 2023, Pérez se juntou ao Betis por empréstimo até o final da temporada 2022–23. Mais tarde naquele ano, em 5 de junho, após o rebaixamento do Leicester City da Premier League, foi anunciado que Pérez e seis outros jogadores do time principal deixariam o clube após o término de seus contratos no final do mês. Em 6 de julho de 2023, após ser agente livre, Pérez ingressou no Betis em caráter definitivo e assinou um contrato de quatro anos com o clube.

### Villarreal
Em 13 de agosto de 2024, Pérez foi contratado pelo Villarreal, clube da La Liga, com um contrato de quatro anos com o clube.

## Seleção Espanhola
Em 29 de agosto de 2014, Pérez foi convocado pela primeira vez para a Seleção Espanhola sub-21 para as eliminatórias do Campeonato Europeu de Futebol Sub-21 de 2015, contra Hungria e Áustria.
Em 27 de maio de 2024, Pérez foi pré-convocado para a Seleção Espanhola de Futebol para o Campeonato Europeu de Futebol de 2024. Poucos dias depois, em 5 de junho, ele marcou seu primeiro gol e assistência na estreia na vitória por 5 a 0 em um amistoso contra Andorra, no Estadio Nuevo Vivero. Foi confirmado na lista final para a Eurocopa.

## Honras
Newcastle United
- Campeonato da EFL : 2016–17[28]

Leicester City
- Copa da Inglaterra: 2020–21[29]
- Supercopa da Inglaterra: 2021

Seleção Espanhola
- Campeonato Europeu: 2024

Individual
- Segunda Jogador do Mês da Divisão : março de 2014,[30] abril de 2014
- Jogador inovador da Segunda División: 2013–14[6]
- Segunda División Melhor Médio Ofensivo: 2013–14[7]
- Segunda Divisão Equipa da Época: 2013–14[31]